# NGC 5962
NGC 5962 (również PGC 55588 lub UGC 9926) – galaktyka spiralna (Sc), znajdująca się w gwiazdozbiorze Węża. Odkrył ją William Herschel 21 marca 1784 roku.